# لعبة إندر (فلم)
لعبة إندر (بالإنجليزية: Ender's Game) هو فيلم خيال علمي وحركة أمريكي صدر في 2013 مبني على الرواية التي تحمل نفس الاسم للكاتب أورسن سكوت كارد. الفيلم من إخراج وكتابة جافن هود، ومن بطولة أسا بترفيلد بدور أندرو «إندر» ويغين، طفل له موهبة أستثنائية يرسل إلى مدرسة عسكرية متقدمة في الفضاء للأستعداد للغزو المستقبلي للكائنات الفضائية. طاقم التمثيل يشمل أيضاً هالي ستينفيلد وبن كينغسلي وفيولا ديفيس وهاريسون فورد وأبيجيل برسلين. صدر الفيلم في 1 نوفمبر، 2013 في الولايات المتحدة. وبلغت تكلفة انتاجه 110 مليون دولار وحقق الفيلم 112 مليون دولار في شباك التذاكر مما صنفه «كواحد من أسوأ أفلام السنة أداء من حيث الإيرادات».
الفيلم جذب بعض الانتقادات، شملت المقاطعة من قبل إل جي بي تي بسبب موقف الكاتب أورسن سكوت كارد المعادي للزواج المثلي.